# Parangitia cervina
Parangitia cervina là một loài bướm đêm trong họ Noctuidae.